# Kutiškiai (przystanek kolejowy)
Kutiškiai (ros. Кутишкяй) – przystanek kolejowy w miejscowości Kutiškiai, w rejonie radziwiliskim, w okręgu szawelskim, na Litwie.